# Симп
Simp — інтернет-сленговий термін, що описує людину, яка виявляє надмірну симпатію та увагу до іншої людини, як правило, до того, хто не відповідає взаємністю на ті ж почуття, щоб завоювати їхню прихильність. Зазвичай це робиться в гонитві за сексуальними стосунками. Urban Dictionary визначає Simpa, як «когось, хто робить занадто багато для людини, яка їм подобається». Ця поведінка, відома як симпінг застосовується до різних цілей, включаючи знаменитостей, політиків, «електронних» дівчат та хлопців.

## Походження
Спочатку слово було скороченням від «простачок». Словник сленгу та нетрадиційної англійської мови New Partridge простежує використання іменника simp до 1903 року. Термін з'явився в New York Times ще в 1923 році, коли газета повідомила про лист однієї Ліліан Хендерсон, яка критикувала членів двох клубів в Атлантік-Сіті за неодружених чоловіків.